# Dillan Lauren
Dillan Lauren (Filadelfia, 11 agosto 1982) è un'ex attrice pornografica statunitense.

## Biografia
È metà spagnola e metà italiana. Sin da adolescente si fa notare come cheerleader a scuola, ma all'età di 15 anni scappa da casa e a 16 finisce di frequentare la scuola. Dal 1999 al 2001, inizia a girare per il mondo, facendo alcuni strip specie in alcuni nightclub di Las Vegas. Ha tre piercing: uno all'ombelico e gli altri due entrambi nelle narici.

## Carriera pornografica
Nel 2003, all'età di 20 anni, entra nel mondo del porno, girando la sua prima scena hardcore, Baker's Dozen 1,e, in quel periodo, ha all'attivo numerose apparizioni sul periodico Hustler. Durante la sua carriera ha girato più di 140 film e nel 2006 ha vinto l'AVN Awards nella categoria Best Group Sex Scene (Migliore scena sexy di gruppo) con il film Darkside, insieme ai colleghi: Alicia Alighatti, Penny Flame, Hillary Scott, Randy Spears e John West.
Nel 2008 è stata candidata di nuovo agli AVN Awards nella categoria Best Oral Sex Scene per il film Flasher, senza tuttavia riuscire a vincere. 
Si è ritirata definitivamente dalla pornografia nel 2012, dopo aver girato oltre 200 scene.

## Riconoscimenti
- AVN Awards
  - 2006 – Best Group Sex Scene (film) per  Darkside con Alicia Alighatti, Penny Flame, Hillary Scott, Randy Spears e John West[3]

## Filmografia

### Attrice
- Absolute Ass 1 (2004)
- Anal Nitrate (2004)
- Assault That Ass 5 (2004)
- Baker's Dozen 1 (2004)
- Bet Your Ass 1 (2004)
- Big Cock Seductions 14 (2004)
- Collision Course (2004)
- Cream Filled Holes 1 (2004)

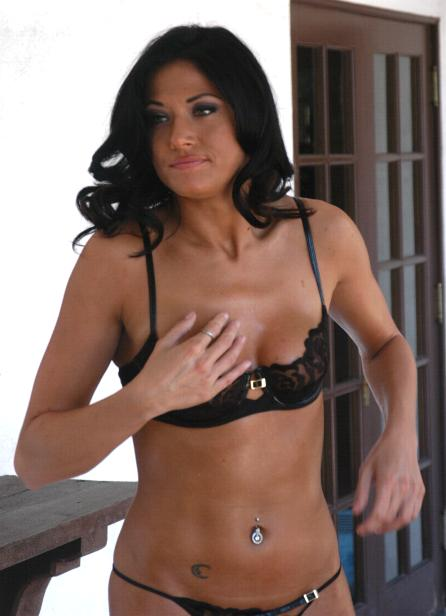
Dillan Lauren sul set del film Penetration Nation

- Cum in My Mouth I'll Spit It Back in Yours 2 (2004)
- Cum Swapping Sluts 7 (2004)
- Deep Throat This 18 (2004)
- Down the Hatch 14 (2004)
- Erotica XXX 8 (2004)
- For Your Eyes Only 2 (2004)
- Hardcore Climax 5 (2004)
- Hustler Centerfolds 3 (2004)
- Just My Ass Please 2 (2004)
- No Man's Land Latin Edition 5 (2004)
- No Swallowing Allowed 3 (2004)
- Rich Bitches (2004)
- Rock Hard 2 (2004)
- Sex with Young Girls 6 (2004)
- Spring Chickens 9 (2004)
- Top Notch Bitches 2 (2004)
- Wet Brunettes 3 (2004)
- White Chicks Gettin' Black Balled 4 (2004)
- Wild Side 3 (2004)
- Young Tight Latinas 7 (2004)
- 100% Natural Wonders 3 (2005)
- 2 on 1 20 (2005)
- 5 Guy Cream Pie 17 (2005)
- Anal Addicts 20 (2005)
- Anal Expedition 8 (2005)
- Anal Trainer 10 (2005)
- Anal Violation 1 (2005)
- Artcore 3: Masquerade (2005)
- Ass Factor 3 (2005)
- Beef Eaters 2 (2005)
- Big Toys No Boys 3 (2005)
- Blow Me Sandwich 7 (2005)
- Bottomless 4 (2005)
- Buttman's Vault of Whores (2005)
- Capital Punishment (2005)
- Cracked (2005)
- Creampie Cuties 11 (2005)
- Cum In My Ass Not In My Mouth 4 (2005)
- Cum Lust (2005)
- Cumfixation 1 (2005)
- Darkside (2005)
- Different Point Of View (2005)
- Dillan's Day Off (2005)
- Double Dip 'er 4 (2005)
- Double Dip-her 1 (2005)
- Dream (2005)
- Dress-up Dolls (2005)
- Dual Invasion 3 (2005)
- Evoke (2005)
- F My A 1 (2005)
- Feeding Frenzy 7 (2005)
- Frank Wank POV 3 (2005)
- Fuck My Face (2005)
- Getting Stoned 2 (2005)
- Girlvana 1 (2005)
- Go Fuck Yourself (II) (2005)
- Gothsend 3 (2005)
- Handjobs 16 (2005)
- Harlot (2005)
- Hate: A Love Story (2005)
- Her First Anal Sex 2 (2005)
- Home Schooled 3 (2005)
- Hustler XXX 28 (2005)
- Hyper Sex (2005)
- I Love Big Toys 1 (2005)
- Lewd Conduct 23 (2005)
- Making Of The Playboy Sexcetera Show (2005)
- MILF Lessons 2 (2005)
- Model Behavior (2005)
- My Ass Is Yours 1 (2005)
- Nightmare 3 (2005)
- Oral Antics 2 (2005)
- Oral Consumption 7 (2005)
- Orally Challenged (2005)
- Penetration Nation (2005)
- Perfect Date (2005)
- Perverted POV 8 (2005)
- Pussy Party 11 (2005)
- Pussy Party 12 (2005)
- Raw Desire (2005)
- Rock Hard 2 (2005)
- Rough Cutz: Dillan Lauren (2005)
- Smokin' Crack 1 (2005)
- Sperm Swappers 1 (2005)
- Sperm Swappers 2 (2005)
- Take That Deep Throat This 2 (2005)
- Taste Her Ass 2 (2005)
- True Hollywood Twins (2005)
- Your Ass is Mine 1 (2005)
- All Amateur Video 24 (2006)
- Ass Reckoning (2006)
- Asstravaganza 2 (2006)
- Best Of Trample 6 (2006)
- Best Of Trample 8 (2006)
- Bush Hunter 2 (2006)
- Cumstains 7 (2006)
- Deep in Style (2006)
- Deep Indulgence (2006)
- Fans Have Spoken 12 (2006)
- Flasher (2006)
- Fucking in the Name of Science (2006)
- Girls Love Girls 1 (2006)
- Hellfire Sex 4 (2006)
- Mayhem Explosions 5 (2006)
- My Secret Life (2006)
- Naughty Office 4 (2006)
- Nymphos in Nylons (2006)
- Please Drill My Ass POV Style 3 (2006)
- Queens Of Trample (2006)
- Skin 2 (2006)
- Spent 3 (2006)
- Star (2006)
- Stick It in My Face 4: Greedy for More (2006)
- Swallow The Load 4 (2006)
- Tear Jerkers 2 (2006)
- Trample Factory (2006)
- World Poke Her Tour (2006)
- 2 Hot 2 Handle (2007)
- Ass Invaders 1 (2007)
- Best Of Trample 7 (2007)
- Cum Swallowing Anal Whores 4 (2007)
- Desperate MILFs and Housewives 1 (2007)
- Dirty Pretty Lies (2007)
- Double Penetrated Violations (2007)
- Double Penetration 4 (2007)
- Hustler Hardcore Vault 8 (2007)
- Love Triangle (2007)
- Mommy Knows Best 8 (2007)
- Mother May I? (2007)
- Orgy Sex Parties 3 (2007)
- Run for the Border 3 (2007)
- Slutty and Sluttier 4 (2007)
- Ass Masters 2 (2008)
- Blow Your Load Down My Throat (2008)
- Boys Like Pigtails (2008)
- Cracked Wide Open (2008)
- Cum Scene Investigation 3 (2008)
- Kick Ass Chicks 48: Brunettes (2008)
- Lesbians of Sorority Row (2008)
- Love Sounds (2008)
- Pass It On (2008)
- Pop Tarts (2008)
- Pop Tarts 2 (2008)
- Sugar Mommas 1 (2008)
- Ultimate Feast 2 (2008)
- Watch Your Back 2 (2008)
- Anal Retrospective (2009)
- Best of No Swallowing Allowed (2009)
- Blown Away 1 (2009)
- Double Tapped (2009)
- Ladies Room 1 (2009)
- Slut Wife Training 5 (2009)
- Tushy Riders 2 (2009)
- Toys for Twats (2010)
- All Dongs Go To Heaven (2011)
- Cum Eaters (2012)
- Hiney Holes (2012)
- Homegrown Video 836: To Bone With Love (2012)
- I'll Take It Up My Ass Please (2013)